# Easy Come, Easy Go
Easy Come, Easy Go er en amerikansk film fra 1967. Filmen, hvis hovedrolle blev spillet af Elvis Presley, blev produceret af Hal B. Wallis på Paramount Pictures og med John Rich som instruktør.
Filmen blev indspillet fra 12. september til slutningen af oktober 1966 og havde premiere den 22. marts 1967. Den havde dansk premiere den 2. juni 1967. 
Easy Come, Easy Go var den 23. i rækken af film med Elvis Presley og blev filmet 'on location' på USS GALLANT, en større minestryger, på Long Beach Naval Station, San Pedro, Los Angeles, Californien samt i Hollywood. Filmen, hvis manuskript blev skrevet af Allan Weiss og Anthony Lawrence, handler om en søofficer i U.S. Navy, som er dykker og skattejæger i sin fritid. Han finder et skibsvrag med en skat om bord, men må ud i et opgør med nogle skumle typer, inden han omsider får bjærget sin guldskat. Dette viser sig imidlertid at være kobbermønter, deraf filmens titel: 'Det der kommer let, går let'.
Den danske titel på Easy Come, Easy Go var Easy Come, Easy Go.

## Rollebesætningen
De væsentligste roller i Easy Come, Easy Go var således fordelt:
- Elvis Presley - Ted Jackson
- Dodie Marshall - Jo Symington
- Pat Priest - Dina Bishop
- Pat Harrington - Judd Whitman
- Skip Ward - Gil Carey

## Musik
En EP-plade med samme titel som filmen blev indspillet hos Paramount Studio Recording Stage i Hollywood i slutningen af september 1966 og udsendt samtidig med filmens premiere. Det var i øvrigt den sidste gang der blev udgivet nyt materiale fra Presley på en EP-plade.
EP'en indeholder seks sange, alle sunget af Elvis Presley i filmen. En syvende sang, "She's A Machine" (Joy Byers), blev indspillet samtidig, men blev ikke benyttet i filmen. Den blev først udsendt i november 1968 på opsamlings-LP'en Singer Presents Elvis Singing Flaming Star And Others. En ottende sang, "Leave My Woman Alone" (Ray Charles), blev indspillet den 28. september 1966, men blev heller ikke brugt i filmen, og er aldrig udsendt på plade. Sangen blev oprindeligt indspillet af Ray Charles i 1956.
EP-pladen Easy Come, Easy Go består af flg. indspilninger:
Side 1
- "Easy Come, Easy Go" (Sid Wayne, Ben Weisman) – indspillet 28. september 1966
- "Love Machine" (Chuck Taylor, Fred Burch, Gerald Nelson) – indspillet 29. september 1966
- "Yoga Is As Yoga Does" (Fred Burch, Gerald Nelson) – indspillet 29. september 1966 (duet med Elvis og Elsa Lanchester)

Side 2
- "You Gotta Stop" (Bernie Baum, Bill Giant, Florence Kaye) – indspillet 29. september 1966
- "Sing You Children" (Fred Burch, Gerald Nelson) – indspillet 28. september 1966
- "I'll Take Love" (Dolores Fuller, Mark Barker) – indspillet 28. september 1966